# Cvrčilkovití
Cvrčilkovití (Locustellidae) je čeleď malých zpěvných ptáků, dříve řazených do čeledi pěnicovití (Sylviidae). V současné době tvoří tuto čeleď 56 druhů ve třinácti rodech.

## Fylogeneze a taxonomie
Do nově oddělené čeledi byla zařazena většina druhů bývalé podčeledi pěnicovitých ptáků Megalurinae, proto je tato čeleď často uváděna pod názvem Megaluridae. Nicméně po zařazení cvrčilek (Locustella), jejichž vědecký název je prioritní, musí nést čeleď jméno Locustellidae. Řada druhů cvrčilek byla oddělena do nového rodu Bradypterus.

## Druhy v Česku
- Locustella fluviatilis, cvrčilka říční
- Locustella naevia, cvrčilka zelená
- Locustella luscinioides, cvrčilka slavíková